# Christian McCaw
Christian Eric „Chip“ McCaw (* 24. März 1973 in Tulsa, Oklahoma) ist ein US-amerikanischer Volleyball- und Beachvolleyballspieler.

## Karriere Hallen-Volleyball
McCaw studierte an der Pepperdine University und spielte in der Universitätsmannschaft (Waves) Volleyball. Mit den Waves gewann er 1992 die NCAA National Championship und wurde ins All-Tournament Team gewählt. 1995 debütierte der Zuspieler in der US-amerikanischen Nationalmannschaft. 2000 gehörte McCaw zum olympischen Volleyballteam der USA, das beim Turnier in Sydney ohne Sieg nach der Vorrunde ausschied.

## Karriere Beachvolleyball
2001 spielte McCaw Beachvolleyball mit Robert Heidger auf der nationalen AVP Tour und auf der FIVB World Tour. Bei der Beachvolleyball-Weltmeisterschaft in Klagenfurt erreichten Heidger/McCaw das Achtelfinale, bei dem sie gegen die Österreicher Nik Berger und Oliver Stamm ausschieden. Mit John Hyden absolvierte McCaw 2002 auf FIVB World Tour sechs Open-Turniere und erzielte dabei als bestes Ergebnis zwei 17. Plätze in Montreal und Espinho. Außerdem traten sie bei den Grand Slams in Marseille und Klagenfurt an. Auf der AVP Tour war McCaw bis April 2003 auch mit Hyden und anschließend bis April 2004 mit Ian Clark aktiv. Bestes Ergebnis war hier im Juni 2003 ein siebter Platz bei den Hermosa Beach Open. Mit verschiedenen Partnern (u. a. mit Matt Prosser) spielte McCaw noch bis 2007 auf der AVP Tour.

## Familie
McCaw war von 2003 bis 2015 mit Model und Schauspielerin Amber Valletta verheiratet. Die beiden haben einen Sohn Auden McCaw, der auch Volleyball spielt.